# Forúa
Forúa (oficialmente en euskera: Forua) es una anteiglesia y municipio de la provincia de Vizcaya, País Vasco, España. Pertenece la comarca de Busturialdea.
Forua es un municipio situado en la margen izquierda de la ría de Mundaca, al norte de la provincia y de la localidad de Guernica y Luno, a la que estuvo incorporado. Se ubica sobre un antiguo poblado romano construido en el siglo I, que servía como centro comercial de la zona y puerto de navegación de cabotaje por el mar Cantábrico.

## Toponimia

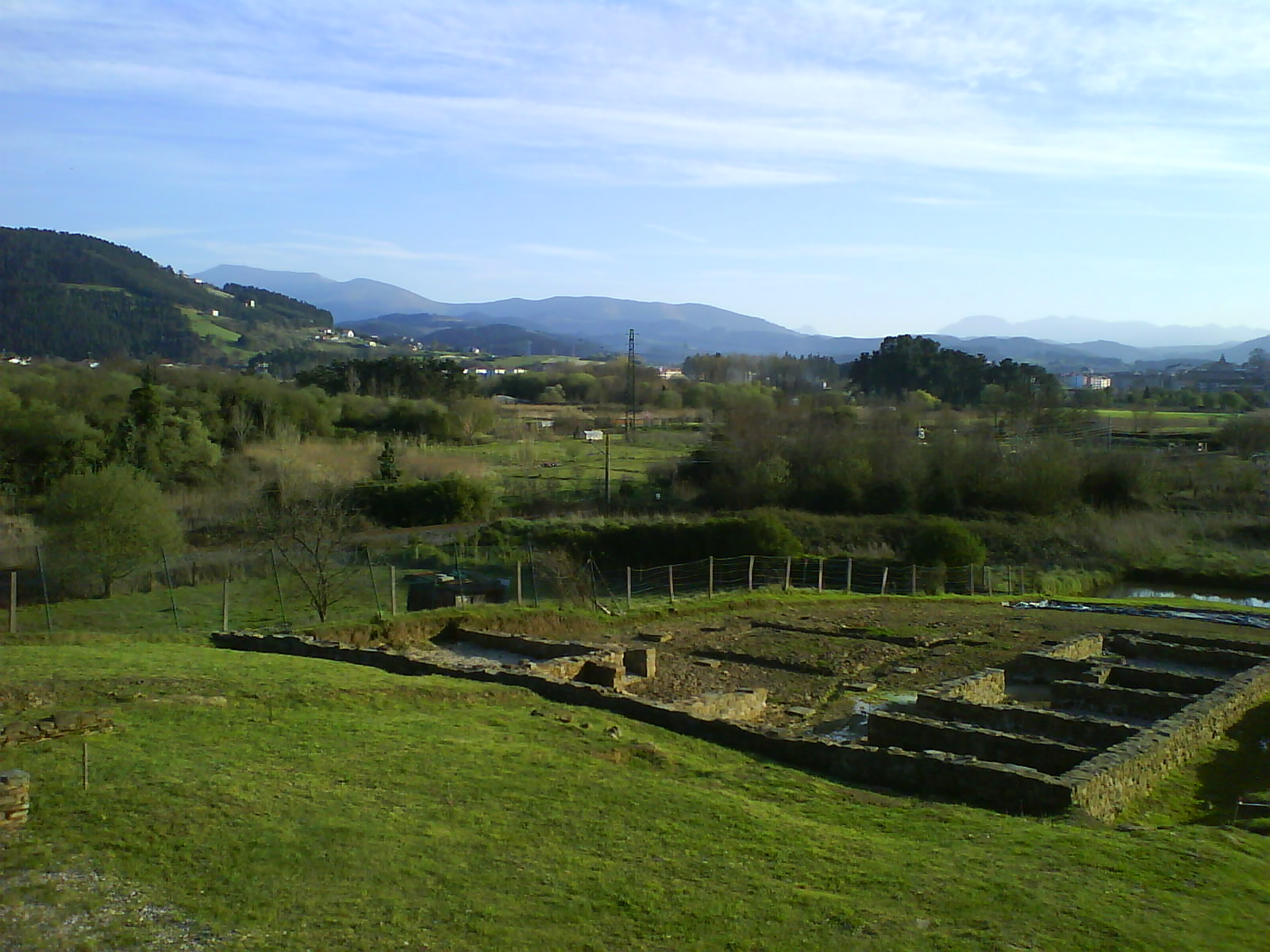
Restos del poblado romano de Forua

El nombre del pueblo deriva directamente de la palabra latina forum (foro), término latino que hacía referencia al mercado o plaza pública. Su nombre significaría el foro, de foru(m) + a (artículo en euskera).

## Geografía
Forua está compuesto por diferentes barrios rurales, siendo su núcleo urbano el conocido como Elixalde ("la parte de la iglesia" en castellano), que se encuentra en la zona sureste del término municipal. En él es donde se ubica la iglesia parroquial de San Martín.
Su relieve es montañoso, con una altura máxima de 369 m s. n. m. Hay numerosas cuevas y en algunas de ellas se han encontrado restos prehistóricos (muy cerca está la cueva de Santimamiñe, que contiene importantes pinturas rupestres).
La ría de Mundaca es la principal corriente de agua que recorre el término municipal, que también es recorrido por el río Urkieta, afluente del Oka.

## Demografía
Forúa cuenta con una población de 949 habitantes (INE 2024).
| Gráfica de evolución demográfica de Forúa entre 1842 y 2021 |
| |
| Población de derecho según los censos de población del INE Población de hecho según los censos de población del INEEntre el censo de 1970 y el anterior, este municipio desaparece porque se integra en el municipio 48046 (Guernica y Luno) Entre el censo de 1991 y el anterior, aparece este municipio porque se segrega del municipio 48046 (Guernica y Luno) |

## Patrimonio

### Iglesia de San Martín de Tours

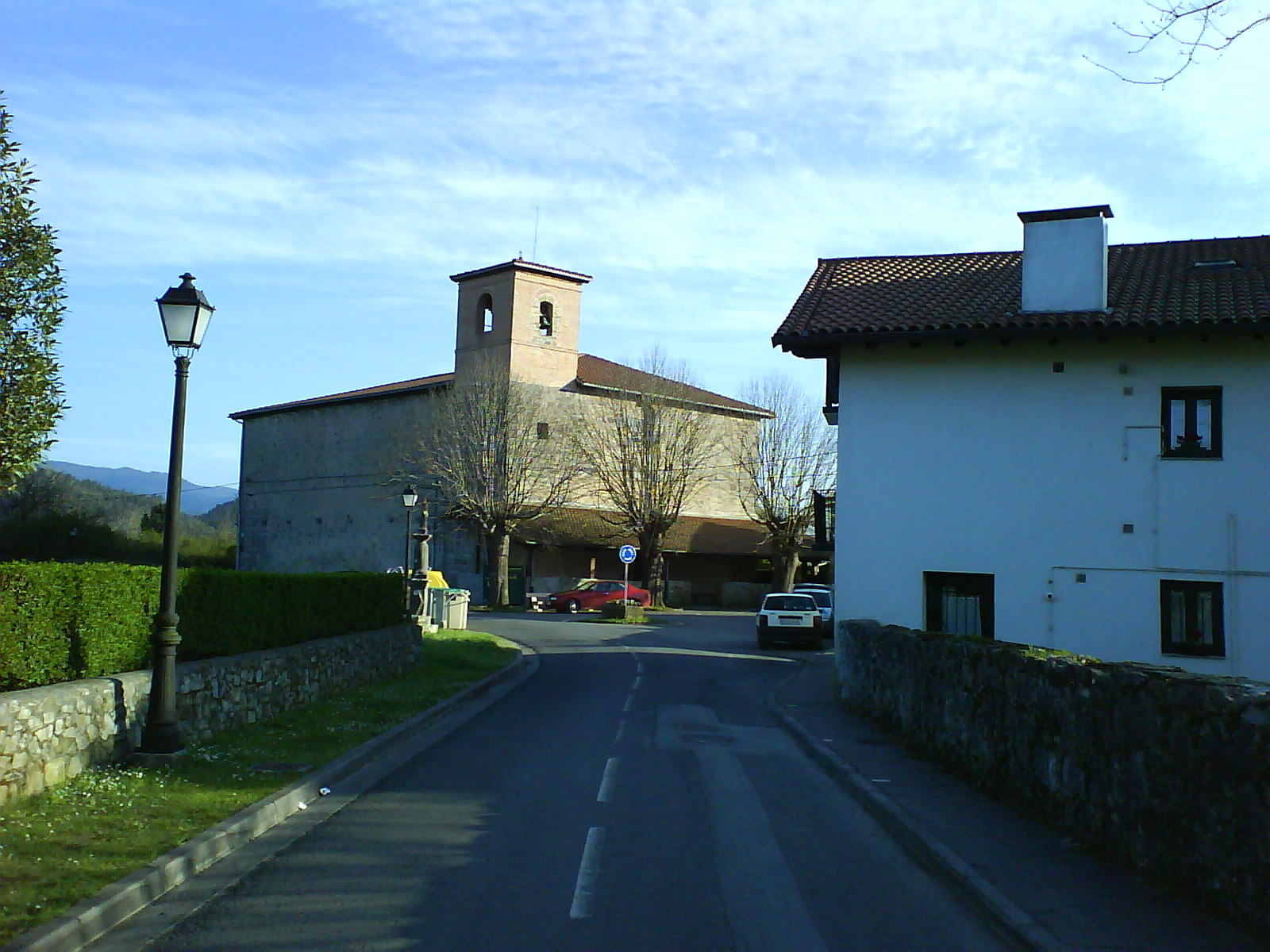
Iglesia de San Martín de Tours de Forua, en su subsuelo hay enterramientos desde el hasta el.

Está localizada en el barrio Elixalde, fue fundada a finales del siglo XI o principios del XII, según el historiador Juan Ramón de Iturriza (1795), bajo el papado de Urbano II. Su fundación se debió a evitar la molestia de desplazarse los señores de la zona a localidades alejadas para oír misa. Ha sufrido muchas remodelaciones a lo largo del tiempo. La más importante fue en el siglo XVI, en la que se la dotó de un estilo gótico-renacentista propio de los canteros vizcaínos de la época; en esta modificación la iglesia toma una forma de "salón social" en forma de cuadrado, consiguiéndose que todos los fieles vean el altar por igual, igualdad de lege. En el siglo XVIII se halla un ara romana, que se convierte en pila bautismal. En su interior se ha hallado una necropólis que abarca desde la época romana hasta el siglo XIX (desde hace 200 años hasta hace 1600 años), siendo la más importante de Vizcaya.

### Poblado romano
El nombre de Forúa hace referencia a su antiguo origen romano, viene de forum. Hay evidencias arqueológicas de un poblado romano en época de los emperadores Claudio y Nerón (del año 41 al 68). Este poblado está ubicado en la ladera sur de la colina de Elixalde, ocupa una superficie de 15 ha y estaba delimitado por un muro.
Vivió un momento de esplendor durante el siglo II. En el siglo IV se abandonó el poblado y sus habitantes se refugiaron en algunas cuevas vecinas, como la de Peña Forua. La actividad que se realizaba en el poblado era la típica de una sociedad agropecuaria con metalurgia y comercio. Este poblado está relacionado con el puerto romano cercano.
El yacimiento se descubrió en 1982 gracias a la aparición de dos aras romanas de mármol rojo de Ereño con epígrafes latinos.

### Cueva de Ginerradi
En la cueva de Ginerradi, en el monte Artadi, hay un yacimiento de facies neo-eneolítica descubierto por José Miguel de Barandiarán en 1919. También hay restos en Peña Forua y en Atxeta.

## Administración y política
| Partido político                                              | 2019  | 2019       | 2015  | 2015       | 2011  | 2011       | 2007  | 2007       | 2003        | 2003        | 1999  | 1999       | 1995  | 1995       | 1991  | 1991       |
| Partido político                                              | %     | Concejales | %     | Concejales | %     | Concejales | %     | Concejales | %           | Concejales  | %     | Concejales | %     | Concejales | %     | Concejales |
| Euzko Alderdi Jeltzalea-Partido Nacionalista Vasco (EAJ-PNV)  | 61,03 | 4          | 61,70 | 5          | 47,71 | 5          | 86,14 | 7          | 86,92       | 7           | 57,83 | 5          | 46,67 | 4          | 35,33 | 3          |
| Euskal Herria Bildu (EH Bildu)-Bildu                          | 37,20 | 3          | 36,32 | 2          | 46,68 | 4          | —     | —          | —           | —           | —     | —          | —     | —          | —     | —          |
| Partido Popular del País Vasco (PP)                           | 0,48  | 0          | 1,18  | 0          | 4,82  | 0          | 4,05  | 0          | 2,14        | 0           | —     | —          | —     | —          | —     | —          |
| Partido Socialista de Euskadi-Euskadiko Ezkerra (PSE-EE PSOE) | 1,27  | 0          | 1,22  | 0          | 1,03  | 0          | 4,82  | 0          | 1,10        | —           | —     | —          | —     | —          | 1,37  | 0          |
| Eusko Alkartasuna (EA)                                        | —     | —          | —     | —          | —     | —          | —     | —          | 7,73        | 0           | 4,13  | 0          | 9,67  | 0          | 18,35 | 1          |
| Aralar                                                        | —     | —          | —     | —          | 2,07  | 0          | —     | —          | —           | —           | —     | —          | —     | —          | —     | —          |
| Euskal Herritarrok (EH)-Herri Batasuna (HB)                   | —     | —          | —     | —          | —     | —          | —     | —          | Ilegalizado | Ilegalizado | 34,19 | 2          | 42,33 | 3          | 43,91 | 3          |

## Personas destacadas
- Jon Magunazelaia: jugador profesional de Rugby, fue capitán de Gernika Rugby Taldea, seleccionado en la selección Vizcaína, selección de Euskadi y en la selección absoluta Española.[cita requerida]